# La Libertad (Nicaragua)
Pour les articles homonymes, voir La Libertad.
La Libertad est une municipalité nicaraguayenne du département de Chontales au Nicaragua.

## Personnalités liées à la commune
- Daniel Ortega (1945-), homme politique Nicaraguayen, Président du Nicaragua depuis 2007.